# Alpes Poeninae

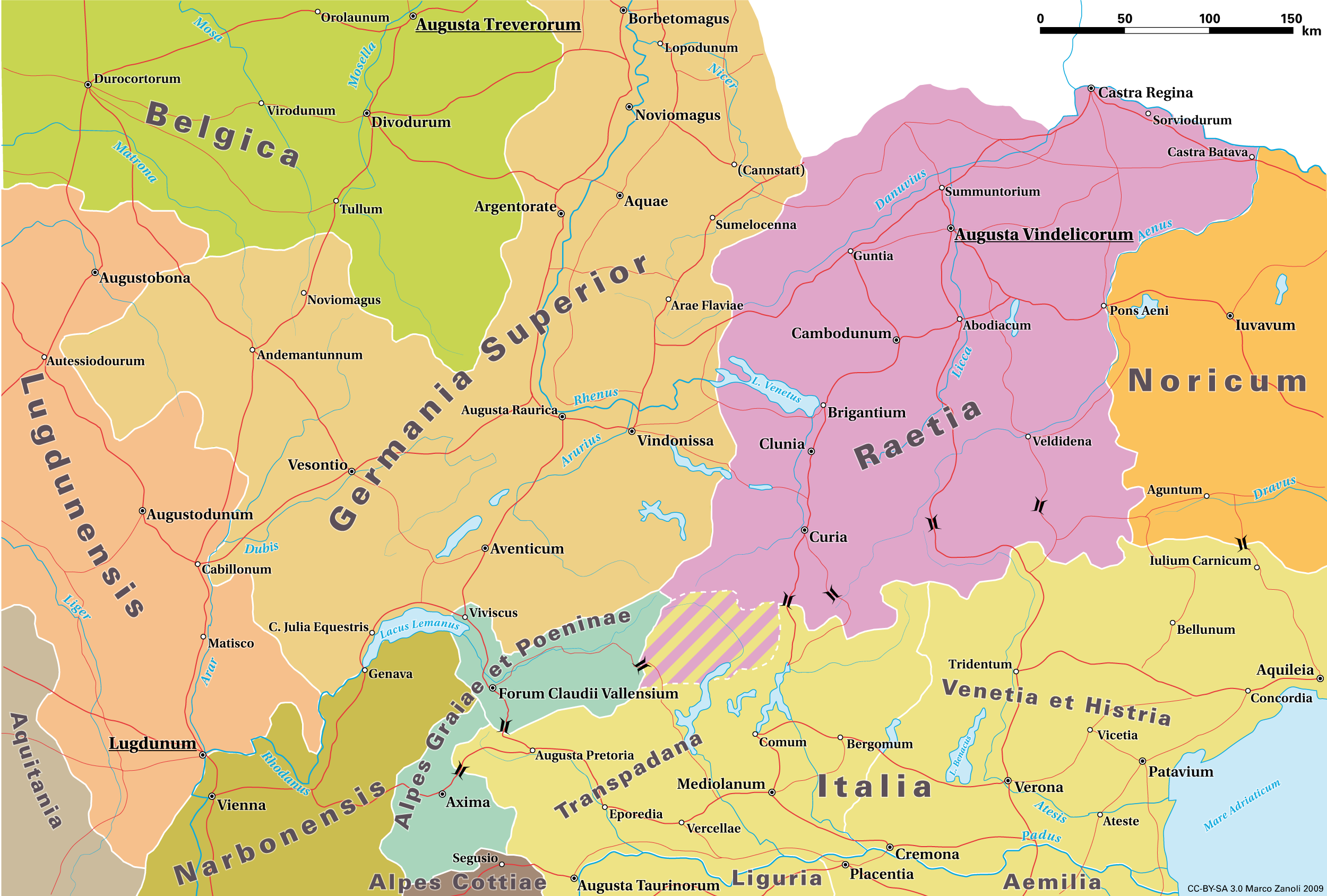
Die römischen Provinzen im Alpenraum in der Kaiserzeit, ca. 150 n. Chr.

Alpes Poeninae, auch Vallis Poenina, war die Bezeichnung einer römischen Provinz auf dem Gebiet des heutigen Schweizer Kantons Wallis. Die Region um den Großen Sankt Bernhard wurde damals Alpes Poeninae, das Tal nördlich davon Vallis Poenina genannt. Hauptort war Forum Claudii Vallensium, das heutige Martigny.

## Geschichte
Das Gebiet wurde 15 v. Chr. im Alpenfeldzug von Römischen Legionen erobert. Alpes Poeninae wurde durch Kaiser Claudius kaiserliche Provinz unter einem Prokurator. Das Gebiet wurde aber zumeist zusammen mit Alpes Graiae verwaltet, es ist daher nicht sicher geklärt, ob die Regionen Vallis Poeninae und Alpes Graiae bis zur Verwaltungsreform des Diokletian um 300 n. Chr. faktisch eigenständige Provinzen waren. Unter Diokletian wurde die Provinz Alpes Poeninae et Graiae der Präfektur Gallien unterstellt. 454 endete nach dem Tod des Aëtius die römische Herrschaft in Gallien. Die Provinz wurde dem Königreich Burgund eingegliedert.